# Physalis angulata
Physalis angulata és una planta anual herbàcia del gènere Physalis i dins la família solanàcia, és comestible i és originària d'Amèrica però naturalitzada a altres llocs com Austràlia. El principal productor és Colòmbia.
És un arbust que pot fer uns dos metres d'alt. Les fulles són ovals, dentades i de color verd fosc. Les flors són de color groc pàl·lid. Els fruits són de color taronja groguenc i són comestibles amb una forma similar a un tomàquet però parcialment o totalment embolcallades.